# Prométium(III)-jodid
A prométium(III)-jodid szervetlen vegyület, képlete PmI3.

## Tulajdonságai
Radioaktív, vörös színű szilárd anyag, olvadáspontja 695 °C.

## Előállítása
Prométium(III)-oxid (Pm2O3) és olvadt alumínium-jodid (AlI3) reakciójával lehet előállítani 500 °C-on. Pm2O3-ból hidrogén-jodid és hidrogén keverékével nem lehet előállítani, ekkor prométium(III)-oxijodid (PmOI) keletkezik.

## Fordítás
- Ez a szócikk részben vagy egészben  a   Promethium(III)-iodid című német Wikipédia-szócikk fordításán alapul.  Az eredeti cikk szerkesztőit annak laptörténete sorolja fel. Ez a jelzés csupán a megfogalmazás eredetét és a szerzői jogokat jelzi, nem szolgál a cikkben szereplő információk forrásmegjelöléseként.